# Stegastes uenfi
Stegastes uenfi is een straalvinnige vissensoort uit de familie van rifbaarzen of koraaljuffertjes (Pomacentridae). De wetenschappelijke naam van de soort is voor het eerst geldig gepubliceerd in 2000 door Novelli, Nunan & Lima.